# César de la meilleure réalisation

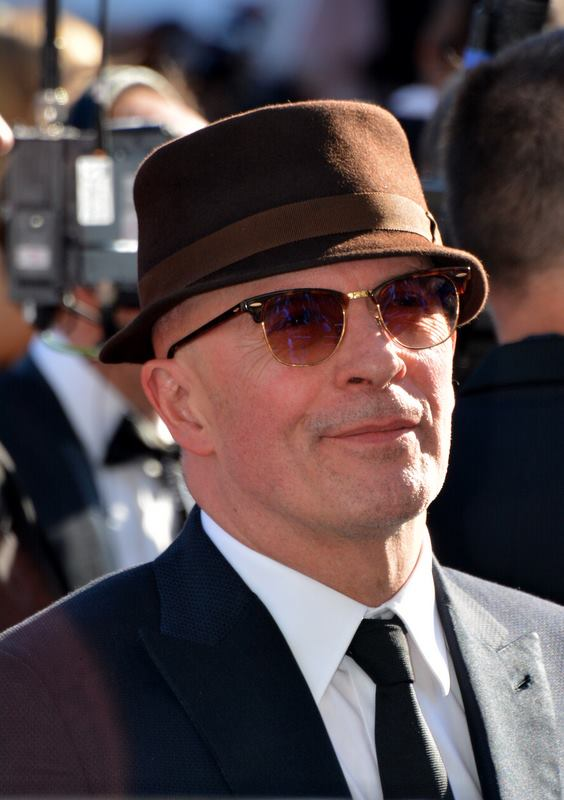
Jacques Audiard remporte le César de la meilleure réalisation en 2025 pour Emilia Pérez.

Le César de la meilleure réalisation est une récompense cinématographique française décernée par l'Académie des arts et techniques du cinéma. Initialement appelé César du meilleur réalisateur, il a pris son intitulé actuel en 2016 pour englober sans distinction les réalisateurs et les réalisatrices. Ce César existe depuis la première remise de prix du 3 avril 1976 au palais des congrès à Paris.
Entre 2017 et 2021, ce César n'était pas cumulable avec le César du meilleur film et pouvait donc, de facto, être attribué au cinéaste arrivant en deuxième position des votes pour le meilleur film. Cette règle est abandonnée en 2021 : la personne obtenant le plus de suffrages est récompensée du César de la meilleure réalisation.

## Présentation

### Règlement
À la suite d'une modification du règlement des César opérée le 8 novembre 2016, il n'est plus possible, pour un film, de cumuler le César du meilleur film avec celui de la meilleure réalisation. En effet, l'article 7 stipule désormais que si, à l’issue du second tour des votes, le réalisateur ou la réalisatrice du film lauréat de la catégorie « meilleur film » arrive également en tête des suffrages dans la catégorie « meilleure réalisation », le César de la meilleure réalisation sera alors attribué à la personne arrivant en second dans les suffrages.
L'interdiction du cumul est abrogée pour la cérémonie de 2021.

### Victoires multiples
- Cinq victoires : Roman Polanski (en 1980, 2003, 2011, 2014 et 2020). Ses trois premières victoires sont pour des films anglophones. Il a reçu le César pour chacune de ses nominations.
- Quatre victoires : Jacques Audiard (2006, 2010, 2019, 2025)
- Deux victoires : Jean-Jacques Annaud (1982, 1989), Albert Dupontel (2018, 2021), Abdellatif Kechiche (2005, 2008), Dominik Moll (2001, 2023), Alain Resnais (1978, 1994), Claude Sautet (1993, 1996) et Bertrand Tavernier (1976, 1997).

### Nominations multiples
- Huit nominations : Alain Resnais*, Jacques Audiard*
- Sept nominations : Claude Miller, Bertrand Tavernier* et André Téchiné*
- Six nominations : Luc Besson* et François Ozon
- Cinq nominations : Bertrand Blier*, Patrice Leconte*, Roman Polanski*, et Arnaud Desplechin*
- Quatre nominations : Claude Berri, Michel Deville*, Jean-Paul Rappeneau* et Claude Sautet*
- Trois nominations :  François Truffaut*, Maurice Pialat, Abdellatif Kechiche*, Patrice Chéreau*, Alain Corneau*, Albert Dupontel*, Nicole Garcia, Xavier Giannoli, Cédric Klapisch, Maïwenn, Eric Toledano et Olivier Nakache
- Deux nominations : Mathieu Amalric, Jean-Jacques Annaud*, Olivier Assayas, Xavier Beauvois, Jean Becker, Lucas Belvaux, Stéphane Brizé, Thomas Cailley, Robin Campillo, Leos Carax*, Alain Cavalier*, Claude Chabrol, Jacques Doillon, Costa-Gavras, Jean-Luc Godard, Michael Haneke*, Michel Hazanavicius*, Jean-Pierre Jeunet*, Cédric Jimenez, Mathieu Kassovitz, Krzysztof Kieślowski Philippe Lioret, Joseph Losey*, Radu Mihaileanu, Dominik Moll*, Céline Sciamma et Régis Wargnier

* Cinéaste récipiendaire au moins une fois.

### Faits
Comme dans les cérémonies de récompenses équivalentes, le César de la meilleure réalisation accompagne très régulièrement celui du meilleur film : sur les 43 réalisateurs lauréats jusqu'à présent, vingt-sept ont réalisé le doublé et quinze autres ont été nommés au César du meilleur film. Les deux seules exceptions sont Bruno Nuytten lors de la cérémonie de 1989 et Philippe Faucon lors de la cérémonie de 2016, qui ont obtenu le César du meilleur film, respectivement pour Camille Claudel et Fatima, sans avoir été nommés dans la catégorie de la meilleure réalisation.
Le César de la meilleure réalisation fut deux fois concordant à l'Oscar du meilleur réalisateur à Hollywood : en 2003 avec Roman Polanski pour Le Pianiste et en 2012 avec Michel Hazanavicius pour The Artist. Michael Haneke fut nommé à cet Oscar pour Amour en 2013, sans succès.
Seulement deux femmes ont reçu ce prix à ce jour : Tonie Marshall, en 2000, pour Vénus Beauté (Institut), et Justine Triet, en 2024, pour Anatomie d'une chute. La première nommée fut Ariane Mnouchkine en 1979 pour Molière, lors de la quatrième cérémonie, suivie en 1986 par Agnès Varda pour Sans toi ni loi et Coline Serreau pour Trois hommes un couffin.
À vingt-sept ans, Xavier Dolan devient le plus jeune réalisateur à recevoir cette récompense en 2017 pour Juste la fin du monde, le record précédent étant détenu par Guillaume Canet, distingué en 2007 à trente-trois ans pour Ne le dis à personne. Le plus âgé est Roman Polanski, distingué en 2020 à 86 ans pour J'accuse.
Dolan est en outre le septième étranger à recevoir ce César après l'Américain Joseph Losey en 1977, le Polonais Andrzej Wajda en 1983, l'Italien Ettore Scola en 1984, le Canadien Denys Arcand en 2004, l'Autrichien Michael Haneke en 2013 et le Mauritanien Abderrahmane Sissako en 2015.

## Liste des lauréats
Note : Par comparaison, le symbole «♛» indique le film lauréat du césar du meilleur film, dont les récipiendaires sont le réalisateur et le(s) producteur(s).

### Années 1970
- 1976 : Bertrand Tavernier pour Que la fête commence...
  - François Truffaut pour L'Histoire d'Adèle H.
  - Robert Enrico pour Le Vieux Fusil ♛
  - Jean-Paul Rappeneau pour Le Sauvage
- 1977 : Joseph Losey pour Monsieur Klein ♛
  - André Téchiné pour Barocco
  - Bertrand Tavernier pour Le Juge et l'Assassin
  - Claude Miller pour La Meilleure Façon de marcher
- 1978 : Alain Resnais pour Providence ♛
  - Pierre Schoendoerffer pour Le Crabe-tambour
  - Luis Buñuel pour Cet obscur objet du désir
  - Claude Miller pour Dites-lui que je l'aime
- 1979 : Christian de Chalonge pour L'Argent des autres ♛
  - Ariane Mnouchkine pour Molière
  - Claude Sautet pour Une histoire simple
  - Michel Deville pour Le Dossier 51

### Années 1980
- 1980 : Roman Polanski pour Tess ♛
  - Costa-Gavras pour Clair de femme
  - Jacques Doillon pour La Drôlesse
  - Joseph Losey pour Don Giovanni
- 1981 : François Truffaut pour Le Dernier Métro ♛
  - Jean-Luc Godard pour Sauve qui peut (la vie)
  - Alain Resnais pour Mon oncle d'Amérique
  - Claude Sautet pour Un mauvais fils
- 1982 : Jean-Jacques Annaud pour La Guerre du feu ♛
  - Claude Miller pour Garde à vue
  - Pierre Granier-Deferre pour Une étrange affaire
  - Bertrand Tavernier pour Coup de torchon
- 1983 : Andrzej Wajda pour Danton
  - Bob Swaim pour La Balance ♛
  - Jean-Luc Godard pour Passion
  - Jacques Demy pour Une chambre en ville
- 1984 : Ettore Scola pour Le Bal ♛
  - François Truffaut pour Vivement dimanche !
  - Maurice Pialat pour À nos amours ♛
  - Jean Becker pour L'Été meurtrier
  - Claude Berri pour Tchao Pantin
- 1985 : Claude Zidi pour Les Ripoux ♛
  - Francesco Rosi pour Carmen
  - Alain Resnais pour L'Amour à mort
  - Éric Rohmer pour Les Nuits de la pleine lune
  - Bertrand Tavernier pour Un dimanche à la campagne
- 1986 : Michel Deville pour Péril en la demeure
  - Claude Miller pour L'Effrontée
  - Agnès Varda pour Sans toit ni loi
  - Luc Besson pour Subway
  - Coline Serreau pour Trois hommes et un couffin ♛
- 1987 : Alain Cavalier pour Thérèse ♛
  - Jean-Jacques Beineix pour 37°2 le matin
  - Claude Berri pour Jean de Florette
  - Alain Resnais pour Mélo
  - Bertrand Blier pour Tenue de soirée
- 1988 : Louis Malle pour Au revoir les enfants ♛
  - Jean-Loup Hubert pour Le Grand Chemin
  - André Téchiné pour Les Innocents
  - Maurice Pialat pour Sous le soleil de Satan
  - Patrice Leconte pour Tandem
- 1989 : Jean-Jacques Annaud pour L'Ours
  - Michel Deville pour La Lectrice
  - Claude Miller pour La Petite Voleuse
  - Luc Besson pour Le Grand Bleu
  - Claude Chabrol pour Une affaire de femmes

### Années 1990
- 1990 : Bertrand Blier pour Trop belle pour toi ♛
  - Bertrand Tavernier pour La Vie et rien d'autre
  - Patrice Leconte pour Monsieur Hire
  - Alain Corneau pour Nocturne indien
  - Miloš Forman pour Valmont
- 1991 : Jean-Paul Rappeneau pour Cyrano de Bergerac ♛
  - Patrice Leconte pour Le Mari de la coiffeuse
  - Jacques Doillon pour Le Petit Criminel
  - Luc Besson pour Nikita
  - Claude Berri pour Uranus
- 1992 : Alain Corneau pour Tous les matins du monde ♛
  - André Téchiné pour J'embrasse pas
  - Jacques Rivette pour La Belle Noiseuse
  - Bertrand Blier pour Merci la vie
  - Maurice Pialat pour Van Gogh
- 1993 : Claude Sautet pour Un cœur en hiver
  - Régis Wargnier pour Indochine
  - Bertrand Tavernier pour L.627
  - Christine Pascal pour Le petit prince a dit
  - Cyril Collard pour Les Nuits fauves ♛
- 1994 : Alain Resnais pour Smoking / No Smoking ♛
  - Claude Berri pour Germinal
  - Jean-Marie Poiré pour Les Visiteurs
  - André Téchiné pour Ma saison préférée
  - Krzysztof Kieślowski pour Trois couleurs : Bleu
  - Bertrand Blier pour Un, deux, trois, soleil
- 1995 : André Téchiné pour Les Roseaux sauvages ♛
  - Patrice Chéreau pour La Reine Margot
  - Nicole Garcia pour Le Fils préféré
  - Luc Besson pour Léon
  - Krzysztof Kieślowski pour Trois couleurs : Rouge
- 1996 : Claude Sautet pour Nelly et Monsieur Arnaud
  - Josiane Balasko pour Gazon maudit
  - Claude Chabrol pour La Cérémonie
  - Mathieu Kassovitz pour La Haine ♛
  - Étienne Chatiliez pour Le bonheur est dans le pré
  - Jean-Paul Rappeneau pour Le Hussard sur le toit
- 1997 : ex æquo
  - Patrice Leconte pour Ridicule ♛
  - Bertrand Tavernier pour Capitaine Conan
    - André Téchiné pour Les Voleurs
    - Cédric Klapisch pour Un air de famille
    - Jacques Audiard pour Un héros très discret
- 1998 : Luc Besson pour Le Cinquième Élément
  - Alain Corneau pour Le Cousin
  - Robert Guédiguian pour Marius et Jeannette
  - Alain Resnais pour On connaît la chanson ♛
  - Manuel Poirier pour Western
- 1999 : Patrice Chéreau pour Ceux qui m'aiment prendront le train
  - Érick Zonca pour La Vie rêvée des anges ♛
  - Francis Veber pour Le Dîner de cons
  - Nicole Garcia pour Place Vendôme
  - Gérard Pirès pour Taxi

### Années 2000
- 2000 : Tonie Marshall pour Vénus Beauté (Institut) ♛
  - Régis Wargnier pour Est-Ouest
  - Luc Besson pour Jeanne d'Arc
  - Patrice Leconte pour La Fille sur le pont
  - Michel Deville pour La Maladie de Sachs
  - Jean Becker pour Les Enfants du marais
- 2001 : Dominik Moll pour Harry, un ami qui vous veut du bien
  - Agnès Jaoui pour Le Goût des autres  ♛
  - Jean-Pierre Denis pour Les Blessures assassines
  - Mathieu Kassovitz pour Les Rivières Pourpres
  - Patricia Mazuy pour Saint-Cyr
- 2002 : Jean-Pierre Jeunet pour Le Fabuleux Destin d'Amélie Poulain ♛
  - Patrice Chéreau pour Intimité
  - François Dupeyron pour La Chambre des officiers
  - François Ozon pour Sous le sable
  - Jacques Audiard pour Sur mes lèvres
- 2003 : Roman Polanski pour Le Pianiste (The Pianist) ♛
  - François Ozon pour Huit femmes
  - Costa-Gavras pour Amen.
  - Nicolas Philibert pour Être et avoir
  - Cédric Klapisch pour L'Auberge espagnole
- 2004 : Denys Arcand pour Les Invasions barbares ♛
  - Lucas Belvaux pour Après la vie, Cavale et Un couple épatant
  - Jean-Paul Rappeneau pour Bon Voyage
  - Claude Miller pour La Petite Lili
  - Alain Resnais pour Pas sur la bouche
- 2005 : Abdellatif Kechiche pour L'Esquive ♛
  - Olivier Marchal pour 36 Quai des Orfèvres
  - Christophe Barratier pour Les Choristes
  - Arnaud Desplechin pour Rois et Reine
  - Jean-Pierre Jeunet pour Un long dimanche de fiançailles
- 2006 : Jacques Audiard pour De battre mon cœur s'est arrêté ♛
  - Michael Haneke pour Caché
  - Xavier Beauvois pour Le Petit Lieutenant
  - Jean-Pierre et Luc Dardenne pour L'Enfant
  - Radu Mihaileanu pour Va, vis et deviens
- 2007 : Guillaume Canet pour Ne le dis à personne
  - Alain Resnais pour Cœurs
  - Rachid Bouchareb pour Indigènes
  - Philippe Lioret pour Je vais bien, ne t'en fais pas
  - Pascale Ferran pour Lady Chatterley ♛
- 2008 : Abdellatif Kechiche pour La Graine et le Mulet ♛
  - Olivier Dahan pour La Môme
  - Julian Schnabel pour Le Scaphandre et le Papillon
  - André Téchiné pour Les Témoins
  - Claude Miller pour Un secret
- 2009 : Jean-François Richet pour Mesrine : L'Instinct de mort et L'Ennemi public nº 1
  - Rémi Bezançon pour Le Premier Jour du reste de ta vie
  - Laurent Cantet pour Entre les murs
  - Arnaud Desplechin pour Un conte de Noël
  - Martin Provost pour Séraphine ♛

### Années 2010
- 2010 : Jacques Audiard pour Un prophète ♛
  - Lucas Belvaux pour Rapt
  - Xavier Giannoli pour À l'origine
  - Philippe Lioret pour Welcome
  - Radu Mihaileanu pour Le Concert
- 2011 : Roman Polanski pour The Ghost Writer
  - Mathieu Amalric pour Tournée
  - Olivier Assayas pour Carlos
  - Xavier Beauvois pour Des hommes et des dieux ♛
  - Bertrand Blier pour Le Bruit des glaçons
- 2012 : Michel Hazanavicius pour The Artist ♛
  - Alain Cavalier pour Pater
  - Valérie Donzelli pour La guerre est déclarée
  - Aki Kaurismäki pour Le Havre
  - Maïwenn pour Polisse
  - Pierre Schoeller pour L'Exercice de l'État
  - Éric Toledano et Olivier Nakache pour Intouchables
- 2013 : Michael Haneke pour Amour ♛
  - Benoît Jacquot pour Les Adieux à la reine
  - Noémie Lvovsky pour Camille redouble
  - François Ozon pour Dans la maison
  - Jacques Audiard pour De rouille et d'os
  - Leos Carax pour Holy Motors
  - Stéphane Brizé pour Quelques heures de printemps
- 2014 : Roman Polanski pour La Vénus à la fourrure
  - Albert Dupontel pour 9 mois ferme
  - Guillaume Gallienne pour Les Garçons et Guillaume, à table ! ♛
  - Alain Guiraudie pour L'Inconnu du lac
  - Arnaud Desplechin pour Jimmy P. (Psychothérapie d'un Indien des Plaines)
  - Asghar Farhadi pour Le Passé
  - Abdellatif Kechiche pour La Vie d'Adèle
- 2015 : Abderrahmane Sissako pour Timbuktu ♛
  - Olivier Assayas pour Sils Maria
  - Thomas Lilti pour Hippocrate
  - Céline Sciamma pour Bande de filles
  - Thomas Cailley pour Les Combattants
  - Bertrand Bonello pour Saint Laurent
  - Robin Campillo pour Eastern Boys
- 2016 : Arnaud Desplechin pour Trois souvenirs de ma jeunesse
  - Jacques Audiard pour Dheepan
  - Stéphane Brizé pour La Loi du marché
  - Xavier Giannoli pour Marguerite
  - Maïwenn pour Mon roi
  - Deniz Gamze Ergüven pour Mustang
  - Emmanuelle Bercot pour La Tête haute

Le règlement des Césars est modifié et interdit les cumuls « meilleur film » / « meilleur réalisateur ». Si le réalisateur ou la réalisatrice du film lauréat de la catégorie « meilleur film » arrive également en tête des suffrages dans la catégorie « meilleure réalisation », le césar de la meilleure réalisation est alors attribué à la personne arrivant en seconde position dans les suffrages,..
- 2017 : Xavier Dolan pour Juste la fin du monde
  - Houda Benyamina pour Divines
  - François Ozon pour Frantz
  - Bruno Dumont pour Ma Loute
  - Anne Fontaine pour Les Innocentes
  - Nicole Garcia pour Mal de pierres
  - Paul Verhoeven pour Elle ♛

Elle ayant décroché le César du meilleur film, il est possible que Paul Verhoeven ait été en tête des suffrages pour le César de la meilleure réalisation.
- 2018 : Albert Dupontel pour Au revoir là-haut
  - Robin Campillo pour 120 Battements par minute ♛
  - Mathieu Amalric pour Barbara
  - Julia Ducournau pour Grave
  - Hubert Charuel pour Petit Paysan
  - Michel Hazanavicius pour Le Redoutable
  - Eric Toledano et Olivier Nakache pour Le sens de la fête

120 Battements par minute ayant décroché le César du meilleur film, il est possible que Robin Campillo ait été en tête des suffrages pour le César de la meilleure réalisation.
- 2019 : Jacques Audiard pour Les Frères Sisters
  - Emmanuel Finkiel pour La Douleur
  - Pierre Salvadori pour En liberté !
  - Gilles Lellouche pour Le Grand Bain
  - Alex Lutz pour Guy
  - Xavier Legrand pour Jusqu'à la garde ♛
  - Jeanne Herry pour Pupille

Jusqu'à la garde ayant décroché le César du meilleur film, il est possible que Xavier Legrand ait été en tête des suffrages pour le César de la meilleure réalisation.

### Années 2020
À partir de 2021, le règlement selon lequel un film ne peut pas être récompensé à la fois par le César du meilleur film et par le César de la meilleure réalisation est abandonné cette année-là. La personne arrivée en tête des votes remporte donc le trophée.
- 2020 : Roman Polanski pour J'accuse
  - Nicolas Bedos pour La Belle Époque
  - François Ozon pour Grâce à Dieu
  - Eric Toledano et Olivier Nakache pour Hors normes
  - Ladj Ly pour Les Misérables ♛
  - Céline Sciamma pour Portrait de la jeune fille en feu
  - Arnaud Desplechin pour Roubaix, une lumière

Les Misérables ayant décroché le César du meilleur film, il est possible que Ladj Ly ait été en tête des suffrages pour le César de la meilleure réalisation.
- 2021 : Albert Dupontel pour Adieu les cons ♛
  - Maïwenn pour ADN
  - Sébastien Lifshitz pour Adolescentes
  - Emmanuel Mouret pour Les Choses qu'on dit, les choses qu'on fait
  - François Ozon pour Été 85
- 2022 : Leos Carax pour Annette
  - Valérie Lemercier pour Aline
  - Cédric Jimenez pour BAC Nord
  - Audrey Diwan pour L'Événement
  - Xavier Giannoli pour Illusions perdues ♛
  - Arthur Harari pour Onoda, 10 000 nuits dans la jungle
  - Julia Ducournau pour Titane
- 2023 : Dominik Moll pour La Nuit du 12 ♛
  - Cédric Klapisch pour En corps
  - Louis Garrel pour L'Innocent
  - Cédric Jimenez pour Novembre
  - Albert Serra pour Pacifiction : Tourment sur les Îles
- 2024 : Justine Triet pour Anatomie d'une chute ♛ 
  - Catherine Breillat pour L'Été dernier
  - Jeanne Herry pour Je verrai toujours vos visages
  - Cédric Kahn pour Le Procès Goldman
  - Thomas Cailley pour Le Règne animal
- 2025 : Jacques Audiard pour Emilia Pérez
  - Gilles Lellouche pour L'Amour ouf
  - Matthieu Delaporte et Alexandre de La Patellière pour Le Comte de Monte-Cristo
  - Boris Lojkine pour L'Histoire de Souleymane
  - Alain Guiraudie pour Miséricorde